# Diplazium subsilvaticum
Diplazium subsilvaticum är en majbräkenväxtart som beskrevs av Hermann Christ.
Diplazium subsilvaticum ingår i släktet Diplazium och familjen Athyriaceae. Inga underarter finns listade i Catalogue of Life.